# Округ Кавалир (Северна Дакота)
Кавалир (енгл. Cavalier County) је округ у америчкој савезној држави Северна Дакота.

## Демографија
По попису из 2010. године број становника је 3.993, што је 838 (-17,3%) становника мање него 2000. године.
| Група             | 2000.         | 2010.         |
| Белци             | 4.720 (97,7%) | 3.890 (97,4%) |
| Афроамериканци    | 7 (0,1%)      | 4 (0,1%)      |
| Азијати           | 5 (0,1%)      | 9 (0,2%)      |
| Хиспаноамериканци | 31 (0,6%)     | 24 (0,6%)     |
| Укупно            | 4.831         | 3.993         |